# تئودورا اونگورانو
تئودورا اونگورانو (به انگلیسی: Teodora Ungureanu) ژیمناست زادهٔ ۱۳ نوامبر ۱۹۶۰ میلادی اهل کشور رومانی است.